# Miszmar ha-Sziwa
Miszmar ha-Sziwa (hebr.: משמר השבעה) – moszaw położony w samorządzie regionu Emek Lod, w Dystrykcie Centralnym, w Izraelu.
Leży na równinie Szaron w aglomeracji miejskiej Gusz Dan, w otoczeniu miast Holon i Riszon le-Cijjon, miasteczka Azor, oraz moszawów Gannot, Chemed, Cafrijja i Bet Dagan. Na wschód od moszawu jest międzynarodowy port lotniczy im. Ben-Guriona.

## Historia
Pierwotnie istniała w tym miejscu arabska wioska Bayt Dajan, która podczas wojny domowej w Mandacie Palestyny w kwietniu 1948 została zdobyta i zniszczona przez Izraelczyków.
Współczesny moszaw został założony w 1949 przez zdemobilizowanych izraelskich żołnierzy. Osadę nazwano na cześć siedmiu zabitych żydowskich strażników, którzy zginęli 22 stycznia 1948 obok arabskiej wioski Yasur.

## Edukacja i nauka
Przy moszawie znajduje się Centralny Instytut Meteorologiczny, którego oficjalnym adresem jest miasteczko Bet Dagan, jednak w rzeczywistości budynek Instytutu mieści się naprzeciwko moszawu Miszmar ha-Sziwa, po drugiej stronie drogi ekspresowej nr 44. Otwarcie Instytutu miało miejsce w 1962.

## Gospodarka
Gospodarka moszawu opiera się na intensywnym rolnictwie i sadownictwie. Znajduje się tutaj także spółka Marom C.P.S. Ltd., produkująca plastikowe części budowlane oraz różnorodne urządzenia do budynków.

## Komunikacja
W czterech narożnikach moszawu znajdują się duże węzły drogowe. W północno-zachodnim narożniku jest węzeł drogowy autostrady nr 1  (Tel Awiw–Jerozolima) z autostradą nr 4  (Erez–Kefar Rosz ha-Nikra). Na autostradę nr 1 nie ma bezpośredniego wjazdu z moszawu. Przy autostradzie nr 4 znajduje się stacja benzynowa z punktem obsługi podróżnych położonym na terenie moszawu.
W południowo-zachodnim narożniku jest węzeł drogowy autostrady nr 4 z drogą ekspresową nr 44  (Holon–Eszta’ol). Z moszawu jest bezpośredni wjazd na drogę ekspresową nr 44, przy której jest także położone centrum handlowe.
W południowym narożniku jest węzeł drogowy drogi ekspresowej nr 44 z drogą nr 412 . Z moszawu jest bezpośredni wjazd na drogę nr 412. W północno-wschodnim narożniku jest węzeł drogowy autostrady nr 1 z drogą nr 412.
Przy autostradach i drodze ekspresowej są ustawione ekrany akustyczne.